# Herbst János
Herbst János (Pécs, 1956. augusztus 8. – 2015. november 19.) labdarúgó, vállalkozó, országgyűlési képviselő (1998–2002).

## Élete
Labdarúgóként a Pécsi SI neveltje. Innen a Pécsi MSC-be igazolt. A katonai szolgálata alatt a Steinmetz SE-ben szerepelt. 1978-ban lett a PVSK játékosa. Az 1979–80-as idényben tagja volt a Pécsi VSK élvonalbeli csapatának. 1980. június 14-én egy bajnoki mérkőzésen szerepelt az együttesben. A Dunaújvárosi Kohász elleni idegenbeli mérkőzésen csereként lépett a pályára a 64. percben, ahol csapata végül 4–1-es vereséget szenvedett. Itt 1980-ig volt játékos. Ezután Dombóváron játszott.
1975 és 1978 között a Baranya Megyei Vendéglátó Vállalatnál dolgozott anyagkiadóként, majd ezt követően a MÁV raktárkezelője volt. 1980-tól az egyik dombóvári ÁFÉSZ, majd 1990 és 1998 között a Sport Falatozó üzletvezetője volt.
1990-ben lépett be a Fideszbe. Az 1990-es önkormányzati választáson a dombóvári önkormányzati képviselőjévé választották, tisztségét az 1994-es önkormányzati választásig viselte. 1994 és 1999 között a Fidesz dombóvári elnöke volt. 1998-ban a Fidesz Tolna megyei listájáról lett országgyűlési képviselő. Az 1998 és 2002 közötti parlamenti ciklusban az idegenforgalmi bizottság és annak két albizottságának munkájában vett részt. A 2002-es országgyűlési választáson indult, de mandátumot nem szerzett, azonban az őszi önkormányzati választáson ismét bekerült a dombóvári képviselő-testületbe, tisztségét 2006-ig viselte.
2015. november 19-én hunyt el. Nős volt, egy tizenhat éves leánygyermeket hagyott maga után.